# Dasyhelea moascari
Dasyhelea moascari är en tvåvingeart som beskrevs av John William Scott Macfie 1943. Dasyhelea moascari ingår i släktet Dasyhelea och familjen svidknott. Inga underarter finns listade i Catalogue of Life.